# Лебедєв Анатолій Тихонович
Лебедєв Анатолій Тихонович (нар. 19 вересня 1934) — академік Академії наук вищої освіти України, відмінник аграрної освіти та науки, професор, доктор технічних наук, заслужений діяч науки і техніки України, професор кафедри тракторів і автомобілів Державного біотехнологічного університету.

## Біографія
Анатолій Тихонович народився 19 вересня 1934 року в м. Кузнецьк Кемеровської області.
Після закінчення школи у 1953 році вступив до Харківського політехнічного інституту, який закінчив 1958 року з відзнакою за спеціальністю «Колісні та гусеничні машини».
Протягом 1958—1960 років працював на заводі в м. Крюкові на Дніпрі Полтавської області (майстер цеху, начальник технологічного відділу, заступник начальника цеху зі складання нової техніки).
У 1964 році закінчив аспірантуру при кафедрі тракторів і автомобілів Харківського політехнічного інституту.
Протягом 1964—1973 років працював у Східному відділені УНДВМЕСГ (старший науковий співробітник, директор відділення).
У 1973 році Анатолій Тихонович працював доцентом кафедри тракторів і автомобілів Харківського інституту механізації і електрифікації сільського господарства.
З 1978 року по теперішній час Анатолій Лебедєв працює завідувачем кафедри тракторів і автомобілів Харківського національного технічного університету сільського господарства імені Петра Василенка.
У 1982 році Анатолій Тихонович захистив докторську дисертацію «Разработка способов повышения работоспособности гидроприводов тракторных агрегатов на основе их диагностирования».
У 1985 році було присвоєно вчене звання професора.
У 2009 році Анатолію Лебедєву присуджено звання академіка Академії наук вищої освіти України.
У 2010 році занесений до Книги Пошани "Еліта держави — видатні випускники НТУ «ХПІ».
З 2021 року професор кафедри тракторів і автомобілів  Державного біотехнологічного університету.
З 2022 року професор кафедри агроінжинірингу Сумського національного аграрного університету.

## Праці
Анатолій Тихонович автор 312 наукових робіт, в тому числі: 23 монографії, 258 статтей, 6 навчальних посібників, 113 авторських свідчень і патентів; є співавтором і редактором чотирьох навчальних посібників по спеціальності «Трактори і автомобілі», 8 випусків збірників наукових праць «Тракторна енергетика в рослинництві», які рекомендовані Міністерством аграрної політики України, освіти та науки України для підготовки фахівців в аграрних вищих учбових закладах.

## Відзнаки та нагороди
- Почесне звання «Заслужений діяч науки і техніки України» (1991);
- Почесне звання «Відмінник аграрної освіти і науки» І ступеня (2001);
- Почесне звання «Відмінник аграрної освіти і науки» ІІ ступеня (2002);
- «Знак пошани» Міністерства АПК України (2003);
- «Відмінник технічної служби України» (2005);
- «Відмінник освіти України» (2005);
- Почесний знак «За заслуги» (2007);
- Диплом за особливі досягнення в галузі науки (2007);
- Почесний знак Харківської обласної ради «Слобожанська слава» (2009);
- Почесна грамота Міністерства освіти і науки України (2010);
- Переможець обласного конкурсу «Вища школа Харківщини — кращі імена» в номінації «Завідувач кафедри» (2013);
- Почесна грамота Харківської обласної державної адміністрації (2015);
- Диплом стипендіата в галузі науки імені Георгія Федоровича Проскури (з технічних наук) за особисті досягнення в галузі науки, вагомий внесок у вирішення науково-технічних та соціально-економічних проблем Харківської області (2018).